# Вејл Пас (Аљаска)
Вејл Пас (енгл. Whale Pass) насељено је место без административног статуса у америчкој савезној држави Аљаска.

## Демографија
По попису из 2010. године број становника је 31, што је 0 (0,0%) становника више него 2000. године.
| Група             | 2000.      | 2010.      |
| Белци             | 53 (91,4%) | 26 (83,9%) |
| Афроамериканци    | 0 (0,0%)   | 0 (0,0%)   |
| Азијати           | 0 (0,0%)   | 0 (0,0%)   |
| Хиспаноамериканци | 4 (6,9%)   | 1 (3,2%)   |
| Укупно            | 58         | 31         |